# El sensacional
El Sensacional fue el sexto álbum del cantante Salvatore Adamo creado para introducir nuevas canciones en español a Chile y, al mismo tiempo, interpretaciones en inglés. Llamó mucho la atención en el mercado y fue adquirido en mayor cantidad. Se hicieron clásicos todos los temas en español y los temas en inglés pasaron a ser una "curiosidad".

## Lista de canciones

### Lado A
1. "Las Joyas"
2. "I Miss The Bus" ("Perdí el Bus")
3. "En Mi Canasta"
4. "Una Lágrima en las Nubes"
5. "Lonely Girl" ("Muchacha Solitaria")
6. "El Lamento de los Justos"

### Lado B
1. "Hitch Hiker" ("Viajando a Dedo")
2. "Dime, Musa"
3. "El Anuncio"
4. "Summer Roses" ("Rosas de verano")
5. "Princesas y Pastoras"
6. "The Tramp with a Beard" ("El Vagabundo Barbado")

- Datos: Q5826609